# 샤쿠지이촌
샤쿠지이촌(石神井村)은 도쿄부 기타토시마군에 설치되었던 촌이다. 현재의 도쿄도 네리마구에 해당한다.

## 역사
이시카미이강을 따라 각지에서 구석기 시대 유물이 출토되고 있으며, 선사시대 이전부터 활발하게 활동했던 지역이다. 1349년에 도요시마씨의 지배를 받게 되지만, 우에스기・오타씨의 소유가 되었다가 이후 도쿠가와씨의 영지가 되었다. 이후 에도시대 내내 막부 직할령이었으며, 메이지 유신 이후에는 시나가와현을 거쳐 도쿄부 관할이 되었다.
- 1889년 4월 1일 - 정촌제 시행에 수반해 기타토시마군 샤쿠지이촌이 성립하였다.
- 1932년 10월 1일 - 도쿄시에 편입해, 이타바시가 성립하여 샤쿠지이촌은 폐지되었다.
- 1943년 7월 1일 - 도쿄도로 승격되었다.
- 1947년 8월 1일 - 네리마구가 성립되었다.

## 인구
- 1920년 6,035명
- 1925년 7,639명
- 1930년 9,839명

## 교통

### 철도
- 무사시노 철도 (현 세이부 이케부쿠로선)
- 세이부 철도 (현 세이부 신주쿠선)

## 참고문헌
- 練馬区『練馬区史』歴史編第5部第1章第2節、1982年11月
- a b c d e f g 『北豊島郡誌』北豊島郡農会、1918年、503-530頁。NDLJP:1879945/278。
- “石神井川流域の遺跡” (2010年2月1日). 2014年11月12日閲覧。
- 『東京府史』 行政篇 第1巻、東京府、1935年、580-612頁。NDLJP:1686820/379。
- 『東京市史稿』 市街篇 52巻、東京都、1962年、520-571頁。NDLJP:9640915。
- 練馬区史編さん協議会 編『練馬区史 歴史編』1982年、515頁。
- 『東京区分町鑑』紅英堂。NDLJP:991447/113。
- a b 『北豊島郡石神井村現状調査』東京市臨時市域擴張部〈市域擴張調査資料〉、1931年。NDLJP:1900794。
- 篠田皇民『東京府市名誉録』東京人事調査所、1925年。NDLJP:2390886/114。